# Migjen Basha
Migjen Xhevat Basha (Lausanne, 1987. január 5. –) albán válogatott svájci labdarúgó, Jelenleg az olasz Bari középpályása. Migjen Vullnet Basha bátyja, aki a spanyol élvonalban szereplő Real Zaragoza albán válogatott játékosa.

## A kezdetek
Basha Lausanneban Suva Reka-i koszovói albán szülők gyermekeként született. Suva Rekába korai gyerekkorában tért vissza, hogy megtanulja az albán nyelvet, két-három évig ide járt iskolába, de a koszovói háború kitörése után visszaköltöztek Lausannebe. A háború során Suva Rekát porig égették, Basha nagybátyja is elhunyt. Ezek az események életének meghatározó részét képezik.

## Klubcsapatokban

### Lausanne
Basha profi karrierjét a Lausanneben kezdte. 2004-ben felkerült az első csapatba. A profik közt 2005. július 16-án, 18 évesen debütált, a 2005–06-os szezonban az 5–4-re megnyert Winterthur elleni meccs 60. percében állt be Patrick Isabella helyére. Első gólját két héttel később a harmadik meccsén lőtte, 2005. július 30-án 4–1-re nyertek a Luzern ellen, Basha ismét a második félidőben, a 68. percben állt be Isabella helyett, a 88. percben 3–1-re alakította az állást.

### Lucchese
A 2005–06-os szezon második felére az olasz harmadosztályú Lucchesebe igazolt. A szezon végéig 5 meccset játszott. A 2006–07-es szezonban 8 meccsen lépett itt pályára.

### Viareggio
2007-ben a negyedosztályú Viareggióba igazolt. Itt a 2007–08-as szezon első felében 15 meccsen 1 gólt lőtt, majd távozott.

### Rimini
A 2007–08-as szezon második felére a Riminibe igazolt. Első fél szezonjában 12 meccsen játszott, 2008. február 2-án a Bari 1–0-s idegenbeli megverésekor debütált, a 77. percben állt be.
Basha a 2008–09-es szezonban 2008. augusztus 17-én debütált a Ravenna Calcio elleni kupameccsen, gólt lőtt a 3–3-as meccsen, az 5–7-re elvesztett büntetőpárbajban viszont kihagyta tizenegyesét.
A Serie B-ben is góllal debütált, az augusztus 29-i meccsen ő egyenlített a Parma ellen, az idegenbeli meccs vége 1–1 lett. Két gólt lőtt februárban; 7-én a Treviso ellen (2–2), 28-án az Ancona (2–1-es győzelem) alkalmával talált be.
A 2008–09-es Serie B-szezonban 38 meccsen 3 gólt lőtt, játszott az Ancona elleni kétmeccses párharcon is, a 2009. június 6-i első meccs 1–1 lett, az egy héttel későbbi második meccsen is pályára lépett, amin 1–0-ra kikaptak és kiestek.

### Frosinone Calcio
Basha a Serie B-ben középcsapatnak számító Frosinone Calcióba igazolt. 2009. augusztus 21-én mutatkozott be a Salernitana ellen, a 2–1-re megnyert idegenbeli meccsen első gólját is meglőtte. A klubnál nyolc meccsen 3 gólt lőtt. A Frosinone a kupa negyedik körébe jutott, Basha az AS Varese ellen gólt is szerzett.

### Atalanta
2010 júniusában a Serie A-ból frissen kiesett Atalanta szerződtette le.
2010. augusztus 21-én mutatkozott be a Vicenza ellen, végigjátszotta a 2–0-ra megnyert meccset.
A 2010–11-es szezonban kezdőként 7, összesen 23 meccsen játszott.

### Torino
A 2011–12-es szezonra kölcsönbe került a szintén másodosztályú Torino FC-hez.
2011. augusztus 22-én mutatkozott be idegenben az Ascoli ellen, 2–1-re nyertek. Basha első gólját december 10-én lőtte, a Pescara ellen ő lőtte az első gólt, a vége 4–2 lett a Torinónak.
A 2011–12-es szezonban összesen 36 meccsen játszott, 2 gólt lőtt a Serie B-ben, a csapat 2. lett, így feljutott a Serie A-ba.
2012 júliusában a Torino végleg megvásárolta az Atalantától. Basha augusztus 26-án mutatkozott be a Serie A-ban, az AC Siena elleni meccsen nem született gól. Első olasz élvonalbeli gólját október 28-án a Parma ellen szerezte, de 1–3-ra kikaptak.
A 2012–13-as szezont 21 meccsen lőtt 1 góllal fejezte be.
A 2013–14-es szezont 2013. augusztus 25-én a Sassuolo ellen 2–0-ra megnyert meccsel kezdte, Basha a második gól előtt Alessio Cercinek adott gólpasszt a 63. percben.
2014. április 13-án a Genoa elleni meccs 57. percében sérülése miatt le kellett cserélni, ez volt számára a szezon utolsó meccse, a bajnokság így 5 héttel hamarabb véget ért számára bal lábának megsérülése miatt, habár a felkészülési szezonban visszatért, Achilles-ín-sérülése még nem jött teljesen rendbe.
Basha a 2013–14-es szezonban 24 bajnokin játszott, a Torino a 7. helyen helyen zárt, mindössze egy ponttal lemaradva az Európa-liga-szereplést érő 6. helyen végző Parmától, ezt a helyet az utolsó fordulóban bukták el a torinóiak, mivel 2–2-t játszottak a Fiorentinával, a hosszabbítás 3. percében Cerci büntetőt hibázott, a Parma meg 2–0-ra nyert a Livorno ellen. De nem ez volt a vége, 2014. május 29-én jó híreket kaptak, az UEFA nem adta meg a licencet a Parmának, a fellebbezés után is az európai szövetségnek adtak igazat, miszerint a Parma nem fizetett be 300 000 euró adót, így a Torino indulhatott az Európa-ligában.
2014. június 30-án, a nyári átigazolási szezonban a média felvetette, Basha távozhat, mert a Torino kiszemelte az AC Milan középpályását, Antonio Nocerinót és ha ő érkezett volna (ami meg is valósult), Basha kevesebb játéklehetőséget kapna, ami a távozásához vezetne, kapott ajánlatokat szülőhazájából, Svájcból is.

## Válogatottban
Habár az utánpótlás-válogatottakban svájci színekben játszott, Basha az albán labdarúgó-válogatottat szerette volna képviselni. 2010 júliusában jelentkezett albániai útlevélért, hogy a piros-feketékben játszhasson, de a Svájci labdarúgó-szövetség nem engedélyezte, hogy más ország színeiben játsszon. Ezután Basha kifejtette, soha többé nem játszik az alpesi ország színeiben, csak sz albán válogatottban. 2012. július 30-án adtak róla hírt, hogy Basha elkezdte az albán útlevél kérelmezésének folyamatát, ami az albán válogatottban való játékra jogosította volna, 2012. augusztus 21-én meg is kapta az okmányt, de a FIFA nem engedélyezte, hogy pályára lépjen a földközi-tengerparti ország színeiben. Azonban a Nemzetközi Labdarúgó-szövetség egyszer engedélyezte, hogy a játékosok játszhassanak születési országukon kívül, ha az édesapjuk vagy a nagyapjuk másik országban született, így megnyílt az ír válogatott ajtaja is az észak-írországi írek számára, ami a modern határok változásaira is megoldást szolgál.
Basha először a 2013. március 15-i, norvégok elleni meccsre került be az albán keretbe. 2013. március 19-én Basha és az Albán labdarúgó-szövetség (FSHF) bejelentette, a FIFA engedélyezte, hogy a középpályás albán színekben szerepeljen. 2013. március 22-én bemutatkozhatott az albán válogatottban, 1–0-ra nyertek az Oslóban rendezett Norvégia elleni világbajnoki selejtezőn. Első gólját március 26-án lőtte a Litvánia elleni barátságos mérkőzésen. Két meccs elegendő volt, hogy a visszavonuló Altin Lala helyettesének kiáltsák ki hasonló posztjuk és játékstílusuk miatt.
Második gólját egy évvel később, 2014. március 5-én lőtte Málta ellen, a 2–0-ra megnyert barátságos meccs 26. percében talált be.

## Statisztikák

### Válogatottban
| Albán labdarúgó-válogatott | Albán labdarúgó-válogatott | Albán labdarúgó-válogatott |
| Év                         | Meccs                      | Gól                        |
| -------------------------- | -------------------------- | -------------------------- |
| 2013                       | 7                          | 1                          |
| 2014                       | 1                          | 1                          |
| Összesen                   | 8                          | 2                          |

### Góljai a válogatottban
| # | Dátum             | Helyszín                    | Ellenfél | Állás | Eredmény | Kiírás              |
| - | ----------------- | --------------------------- | -------- | ----- | -------- | ------------------- |
| 1 | 2013. március 26. | Qemal Stafa Stadium, Tirana | Litvánia | 3–0   | 4–1      | Barátságos mérkőzés |
| 2 | 2014. március 5.  | Niko Dovana Stadium, Durrës | Málta    | 1–0   | 2–0      | Barátságos mérkőzés |

## Fordítás
- Ez a szócikk részben vagy egészben  a   Migjen Basha című angol Wikipédia-szócikk ezen változatának fordításán alapul.  Az eredeti cikk szerkesztőit annak laptörténete sorolja fel. Ez a jelzés csupán a megfogalmazás eredetét és a szerzői jogokat jelzi, nem szolgál a cikkben szereplő információk forrásmegjelöléseként.